# Alphonsea havilandii
Alphonsea havilandii är en kirimojaväxtart som beskrevs av Keßler. Alphonsea havilandii ingår i släktet Alphonsea och familjen kirimojaväxter. Inga underarter finns listade i Catalogue of Life.